# Виславски, Йоаким
Йоаки́м Висла́вски (серб. Јоаким Виславски; 7 декабря 1940, Врбас — 10 сентября 2014, Врбас, Воеводина) — югославский футболист, играл на позиции нападающего. Четырёхкратный чемпион Югославии в составе белградского «Партизана».

## Биография

### Игровая карьера
Виславски в течение семи сезонов играл за белградский «Партизан», в составе которого выиграл четыре чемпионских титула, из которых три были завоёваны подряд с 1961 по 1963 год. За эти годы в Первой лиге Югославии Виславски сыграл 109 матчей и забил 28 голов.
В 1967 году перешёл в люблянскую «Олимпию», в составе которой за два сезона сыграл только 10 матчей. Перейдя в 1969 году в «Пролетер» сыграл только три матча. Завершил карьеру в клубе «Врбас», в котором отыграл один сезон.

### Тренерская карьера
Неоднократно работал главным тренером клуба «Врбас».

### Смерть
Скончался 10 сентября 2014 года в Врбасе в возрасте 73 лет.

## Достижения
«Партизан» (Белград)
- Чемпион Югославии (4) : 1960/61, 1961/62, 1962/63, 1964/65